# 이반 트레베호
이반 트레베호 페레스(프랑스어·스페인어: Iván Trevejo Pérez, 1971년 9월 1일~)는 쿠바 태생 프랑스의 펜싱 선수로 주 종목은 에페이다. 쿠바 국가대표 선수로 활동하면서 1996년 하계 올림픽에서 개인전 은메달, 2000년 하계 올림픽에서 단체전 동메달을 획득했다. 또한 세계 선수권 대회에서 금메달과 동메달을 획득했고, 팬아메리칸 게임에서 금메달 3개를 획득했다.
2002년 망명을 선택하며 선수 경력을 마감했고 2010년 프랑스로 귀화한 후 선수 경력을 재개했다. 프랑스 국가대표로는 세계 선수권 대회에서 동메달 1개를 획득했고, 2015년 유러피언 게임에서 2관왕에 올랐다.

## 경력
1996년 하계 올림픽에 쿠바 국가대표로 참가하여 에페 개인전에서 은메달을 획득했고 2000년 하계 올림픽에서 에페 단체전 동메달을 획득했다. 1997년 세계 펜싱 선수권 대회에서 에페 단체전 금메달을 획득했고 1999년 세계 펜싱 선수권 대회에서 에페 단체전 동메달을 획득했다.
2002년 세계 선수권 대회에 참가한 후 그는 가족들이 있는 쿠바로 귀국하지 않고 망명을 선택했다. 쿠바 시민권과 여권이 소멸되어 펜싱 국제 대회 출전이 불가능해진 그는 2년 동안 스페인에서 생활한 후 프랑스 남부로 거처를 옮겼다. 펜싱 지도자로 활동하며 프랑스 여성과 결혼, 부부 사이에 딸이 태어나며 새로운 가정을 만든 그는 2010년 프랑스 시민권을 취득했고 프랑스 펜싱 국가대표팀에 발탁되며 펜싱 선수 경력을 재개했다.
2013년 1월에 레냐노에서 열린 펜싱 월드컵에서 준결승에 진출했고 5월에 열린 샬랑주 RFF에서 동메달을 획득했다. 2013년 세계 펜싱 선수권 대회 에페 단체전에서 동메달을 획득했고 2012-13년 펜싱 월드컵에서 세계 랭킹 10위에 올랐다. 2014년 1월 레냐노에서 열린 2013-14년 펜싱 월드컵 쿠프 드 몽드에서 에페 개인전 동메달을 획득했고 3월 밴쿠버에서 열린 펜싱 월드컵 그랑프리에서 에페 개인전 동메달을 획득했다.